# Звіздівська сільська рада
Звізді́вська сільська́ ра́да (у 1940-ві роки — Звізджівська) — орган місцевого самоврядування в Костопільському районі Рівненської області. Адміністративний центр — село Звіздівка.

## Загальні відомості
- Звіздівська сільська рада утворена в 1939 році.
- Територія ради: 74,13 км²
- Населення ради: 2 390 осіб (станом на 2001 рік)
- Територією ради протікає річка Горинь.

## Населені пункти
Сільській раді підпорядковані населені пункти:
- с. Звіздівка
- с. Корчин
- с. Ставок
- с. Чудви

## Склад ради
Рада складається з 16 депутатів та голови.
- Голова ради: Кричильський Петро Васильович
- Секретар ради: Чирук Софія Адамівна

### Керівний склад попередніх скликань
| Прізвище, ім'я, по батькові   | Основні відомості                                                         | Дата обрання | Дата звільнення |
| ----------------------------- | ------------------------------------------------------------------------- | ------------ | --------------- |
| Кричильський Петро Васильович | Сільський голова, 1954 року народження, освіта вища, член Народної партії | 26.03.2006   | 31.10.2010      |
| Кричильський Петро Васильович | Сільський голова, 1954 року народження, освіта вища, член Народної партії | 31.10.2010   |                 |

Примітка: таблиця складена за даними сайту Верховної Ради України